# 齐破燕之战
齐破燕之战發生於前314年，齐国一度攻破燕国的事件。

## 经过
前316年，燕王哙禅位于相国子之，由於子之在上位之後推動改革，導致不久後国内大乱。
前314年，太子平与将军市被反叛，最后被平定，太子平、市被被杀，死者数万。此时齐宣王派匡章率军，五十天内攻破燕国，燕王哙被杀，子之逃亡，后被齐人抓住做成肉酱。不久齐國士兵军纪败坏，燕国各地反抗，赵、魏、韓、楚、秦等国謀救燕国。隔年赵武灵王派樂池护送在韩国的燕国公子职（即后来的燕昭王）回到燕国；而趙王又以河東之地換回部分燕地，使楚、魏等國增加對齊國的敵意而響應救燕。
前312年，秦惠文王为防齐国消化燕国，聯合韓、魏在丹阳及濮水沿线与齐、宋展开交战，秦军大败齐军。齐国不敵各方壓力放棄對燕国的佔領，使燕国得以复国。

## 影響
前284年，燕昭王趁齐国刚灭宋国大半兵力聚于南方之际，联合赵、魏、韩、秦等五国联军，由乐毅統領大举进攻齐国。齐湣王灭宋后齐国国力居战国至强，齐王骄傲自恃、忘乎所以，并拒绝与赵、魏两国分享约成之胜利成果，且中了苏秦的离间之计，并未料到燕国会联合诸国攻齐。及至发现联军已攻入齐国时，才匆忙任命触子为将。双方兵力各约20余万在济水之西（今山东高唐、聊城一带）展开决战。齐军由于连年征战，士气低落。齐湣王为迫使将士死战，以挖祖坟、行杀戮相威胁，更使将士离心，斗志消沉。结果当联军进攻时，齐军一触即溃，遭到惨败。触子逃亡不知下落，副将达子收拾残兵，退保齊國都城临淄。后联军攻入临淄，也使齐国濒临灭亡达五年（前284年—前279年）。